# یواس‌اس اوانز (دی‌ئی-۱۰۲۳)
یواس‌اس اوانز (دی‌ئی-۱۰۲۳) (به انگلیسی: USS Evans (DE-1023)) یک کشتی بود که طول آن ۳۱۴ فوت ۶ اینچ (۹۵٫۸۶ متر) بود. این کشتی در سال ۱۹۵۵ ساخته شد.